# Борисов Валентин Михайлович
Валенти́н Миха́йлович Бори́сов (17 серпня 1950 — 23 квітня 2023) — український політичний і державний діяч. Голова Севастопольської міської ради (2002—2006).

## Біографія
Народився 17 серпня 1950 року в селі Ханака Гіссарського району Таджикистан. У 1972 закінчив Севастопольський приладобудівний інститут (1972) та Харківський національний педагогічний університет імені Григорія Сковороди (2000).
До 1991 — працював завідувачем відділу агітації та пропаганди, завідувачем промислово-транспортного відділу Севастопольського міському КП України. Працював майстром, інженером-конструктором, провідним інженером, завідувачем сектору, головним інженером на НВО «Південрибтехцентр».
У 1992—1994 — представник Президента України в Ленінському районі м. Севастополя.
З березня 1998 по квітень 2002 — перший заступник голови Севастопольської міської держадміністрації. З квітня 2002 по квітень 2006 — голова Севастопольської міської ради народних депутатів. Член Народно-демократичної партії України, голова Севастопольської міської організації НДП.
З 2006 року начальник територіального управління Рахункової палати України по Автономній Республіці Крим і місту Севастополю.
Після анексії Криму Росією прийняв російське громадянство, вступив до партії Справедлива Росія. Також став керівником НДО «Справедливий Севастополь».
Помер 23 квітня 2023 року у Севастополі.

## Особисте життя
Був одружений. Двоє дітей — син та дочка.